# 센토 (목욕탕)

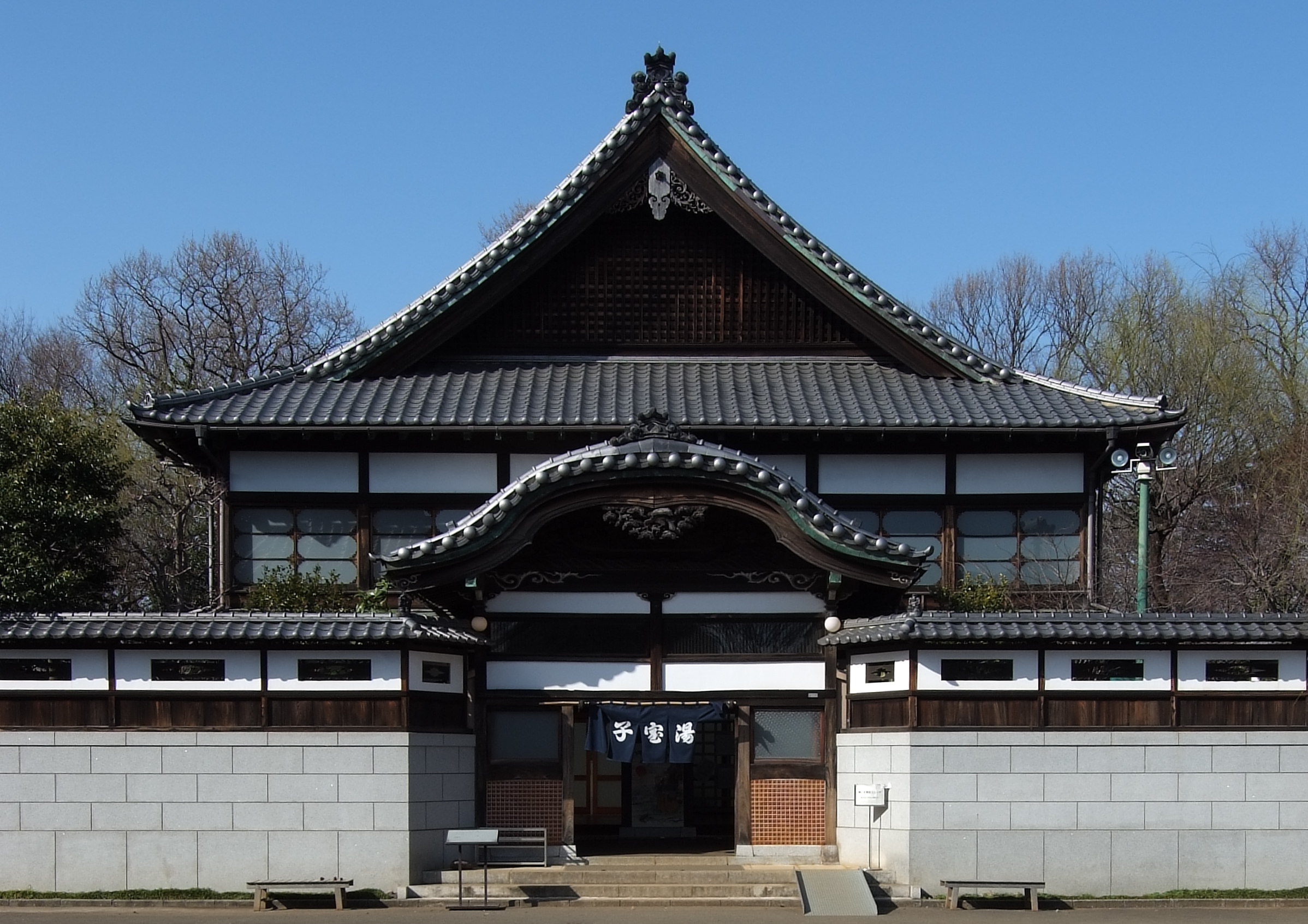
에도 도쿄 건물원에 있는 고다카라유 입구

센토(일본어: 銭湯)는 고객이 입욕할 수 있는 일본의 공중 목욕탕의 일종이다.

## 역사
일본 센토와 일본의 목욕 문화의 기원은 인도의 불교 사원으로 거슬러 올라가며, 여기에서 중국으로, 나라 시대(710~784년)에는 마침내 일본으로 전파되었다.

## 같이 보기
- 찜질방
- 미크바
- 에도 도쿄 건물원
- 일본의 온천